# Øyvind Moen Fjeld
Øyvind Moen Fjeld (* 10. Januar 1988 in Oslo) ist ein norwegischer Skilangläufer.

## Werdegang
Fjeld debütierte am 8. März 2014 in Oslo beim 50-km-Massenstartrennen in der klassischen Technik im Weltcup, bei dem er mit dem 27. Platz auch gleich Weltcuppunkte erringen konnte. Die Saison 2013/14 beendete er auf Rang 102 im Distanz- und Platz 159 im Gesamtweltcup. In den Jahren 2017, 2018 und 2019 wurde er jeweils Zweiter beim Nordenskiöldsloppet über 220 km und im April 2019 Dritter beim Ylläs–Levi.